# Simbazio l'Armeno
Simbazio o Sabbazio, detto l'Armeno (in greco antico: Συμβάτιος/Σαββάτιος ὁ Ἀρμένιος?; fl. IX secolo), è stato un nobile e funzionario bizantino di origine armena del IX secolo che nell'866 tentò un'insurrezione contro l'imperatore Michele III e il suo erede Basilio I.
Simbazio era il genero del kaisar Bardas, sovrano de facto dell'Impero bizantino durante gli ultimi anni di regno di suo nipote Michele III. Entro l'866 ottenne il rango di patrikios e la carica di logothetes tou dromou.
Nonostante i suoi legami con Bardas, fu uno dei capi della congiura che portò al suo omicidio il 21 aprile 866, probabilmente nella speranza di succedergli. Il successivo 26 maggio, l'imperatore Michele III giustificò pubblicamente l'uccisione di Bardas, affermando che Simbazio e un altro alto ufficiale di corte, il parakoimomenos Basilio il Macedone, lo avessero avvertito delle intenzioni di Bardas di spodestarlo.
Tuttavia, Michele scelse di promuovere Basilio a nuovo cesare invece di Simbazio, il quale dovette accontentarsi della nomina a strategos del Thrakesion. Da lì scatenò una ribellione nell'estate dell'866 contro il crescente potere di Basilio, alla quale si unì anche il governatore dell'Opsikion, Giorgio Pegane. La ribellione fu repressa nel successivo inverno e i suoi capi furono arrestati. Simbazio fu mutilato di un occhio e della mano destra; fu poi pubblicamente umiliato, venendo costretto a mendicare per tre giorni, prima di essere messo agli arresti domiciliari. Quando tuttavia Basilio il Macedone spodestò Michele III divenendo l'unico imperatore nel settembre 867, annullò la condanna di Simbazio e degli altri ribelli e gli restituì i loro possedimenti.